# Expo Internacional Costa Chiapas
La Expo Internacional Tapachula Costa de Chiapas 2008 es el evento de mayor importancia sociocultural de la región del Soconusco. Se realiza anualmente desde 1962 y atrae a cerca de 300.000 visitantes en los 17 días que tiene de duración.

## Historia
Se fundó en el año de 1962, con la finalidad de proveer a la población de la región una plataforma que permitiera el intercambio de bienes y servicios así como de manifestaciones culturales con empresas y entidades de diferentes regiones de México y también de Centroamérica.

## Datos importantes
- Recibe cerca de 300 expositores nacionales y 30 internacionales;
- Tiene una superficie de exposición de alrededor de 70.500 m²;
- Cuenta con 10 naves para exponer ganado;
- Agora o teatro del pueblo con un aforo aproximado de 8.000 personas;
- Casino con capacidad de 5.000 personas;
- Palenque de gallos;
- Estacionamiento para 370 vehículos;
- Superficie para juegos mecánicos de 20,000 m².

Otro evento que da importancia a la Expo es la presentación cada año de diversos artistas locales, nacionales e internacionales, se presentan tanto en el Teatro del Pueblo como en el Palenque de Gallos, algunos de los artistas que han visitado el evento son:
- Jaguares
- Reyli Barba
- Panda
- Belanova
- S.B.S.
- Lu
- Adrían Uribe
- Paco Rentería
- Vicente Fernández
- Reik
- La Gusana Ciega
- Juan Gabriel
- Elefante
- Natalia Lafourcade
- Genitallica
- Molotov
- Moderatto
- Julieta Venegas
- Inspector
- Panteón Rococó
- kudai
- jesee y joy
- nikki clan
- allison
- Jeans
- Camila
- kalimba
- Alejandra Guzmán
- Sonora Dinamita
- Fanny Lu
- El Tri
- Nicho Hinojosa
- Ricardo Arjona
- Marco Antonio Solis

## Reinados
Cada año, el consejo directivo de la Expo Internacional, selecciona una reina, debe ser una señorita originaria de la región, debe promover los valores tradicionales de la región y se convierte por un año en la imagen representativa del evento.

## Consejo Directivo 2006 - 2007
- Presidente: L.A.E. Hector Cano de la Torre
- Vicepresidente: Lic. Juan Manuel Zardain Borbolla
- Secretario: Guillermo Armas Hernández
- Tesorero: Mtro. Leopoldo Constantino García (politooo)
- Prosecretario: Lic. Jorge Toledo Solís
- Protesorero: C.P. Carlos Lau Camacho
- Comisario: C.P. Luis Daniel Nolasco D'Gyves
- Comisario: Ing. Rafael Bejarano Buyoli
- Gerente General: Lic. Pedro Capri Bodegas
- Coordinador General: Roberto De Los Santos Cruz (el abueliitO d aniitta Belen )
- Coord. Sector Agrícola: Jorge Gutiérrez Wong
- Coord. Sector Agrícola: Ricardo Leal Espejel
- Coord. Sector Ganadero: Lic. Francisco Reyero Fernández
- Coord. Sector Ganadero: Lic. Luciano Rosales Tirado
- Coord. Sector Ganadero: Lic. Gerardo Del Pino González
- Coord. Sector Ind. Comercial: Ing. Antonio Damiano Grégonis
- Coord. Sector Ind. Comercial: Ing. Octavio Marín de la Torre
- Coord. Sector Cultural: Miguelina Moreno
- Coord. Sector Artesanías: C.P. Leopoldo Constantino Pérez
- Coord. Sector Publicidad y Comunicación: Juan Carlos Valera de la Torre
- Coord. Sector Turismo: Pedro Valera
- Coord. Sector Turismo: Lic. Sandra Juan
- Coord. Eventos Especiales: Ana María Othow Díaz